# Троче, Орасио
Орасио Федерико Троче Эррера (исп. Horacio Federico Troche Herrera; 14 февраля 1935, Нуэва-Эльвесия, Уругвай — 14 июля 2014, Морелия, Мексика) — уругвайский футболист, выступавший на позиции центрального и правого защитника, и футбольный тренер, участник чемпионатов мира 1962 и 1966.

## Клубная карьера
Начал играть в футбол в клубе «Насьональ» из своего родного города.
В 1954 году перешёл в «Насьональ» из Монтевидео и выступал за него в течение восьми лет, за это время трижды становился чемпионом Уругвая.
В 1962 году недолгое время играл за главного конкурента «Насьоналя» — «Пеньяроль».
В 1963 году перебрался в Аргентину, выступал за «Уракан». На следующий год перешёл в «Ривер Плейт», но не сыграл за него ни одного матча (по другим данным, изначально перешёл в «Ривер Плейт» и играл за «Уракан» на правах аренды).
В 1964 году вернулся в Уругвай, в течение двух сезонов играл за «Серро», а в 1967 году снова выступал за «Пеньяроль».
Летом 1967 года перешёл в состав дебютанта Бундеслиги «Алемании» из Ахена, сыграл 24 матча за сезон. На следующий год он покинул команду и выступал в низших дивизионах ФРГ за «Боннер СК» и «Бойель 06» (в последнем был играющим тренером).

## Международная карьера
Орасио Троче дебютировал в сборной Уругвая 6 декабря 1959 года на турнире Кубка Америки, проходившего в Эквадоре, в игре с хозяевами турнира (3:0). В составе сборной он стал победителем Кубка Америки-59.
Троче был участником чемпионата мира 1962, на котором сыграл 3 матча.
Спустя четыре года, он стал четвертьфиналистом чемпионата мира 1966, сыграл на турнире 4 матча. В четвертьфинальном матче с ФРГ, проигранном 0:4, Троче подрался с нападающим немцев Уве Зеелером, ударив его кулаком в ухо. На следующий год, выступая в Бундеслиге, он извинился перед Зеелером за свой поступок.
На обоих чемпионатах мира Троче был капитаном сборной Уругвая.
В 1961—1962 годах сборная СССР трижды играла с уругвайцами. Нападающий советской команды Виктор Понедельник вспоминал о Троче:

Уругвайцы играли ещё грубее, чем югославы. Был у них защитник Троче, прославившийся тем, что в нескольких матчах сумел сдержать Пеле. Редкий, доложу вам, костолом! По ногам всех косил не стесняясь. Мне однажды так на пятку прыгнул — чуть ахилл не оторвал…— "Спорт Экспресс-Футбол" №144 от 23.12.05
Всего за сборную Уругвая Троче сыграл 28 матчей.

## Тренерская карьера
В середине 1970-х годов Орасио Троче перебрался в Мексику, где тренировал клубы «Гвадалахара», «Лагуна», «Тампико Мадеро», «Ирапуато».
В последние годы жизни работал футбольным экспертом на мексиканском телевидении.
Умер 14 июля 2014 года на 80-м году жизни.